# Pichanal
Pichanal – miasto w Argentynie, położone w północnej części prowincji Salta.

## Opis
Miejscowość została założona w 1912 roku. W mieście znajduje się węzeł drogowy-RP5, RN34 i RN50 i węzeł kolejowy. 